# クネイトラ郡
クネイトラ郡(アル=クネイトラ郡、アラビア語: منطقة القنيطرة,manṭiqat al-Qunayṭrah)は、シリア南部のクネイトラ県の郡である。南部には同県フィク郡がある。
この郡の一部は1967年からイスラエルによって占領されており、国際連合兵力引き離し監視軍による監視地域に指定されている。

## 下位の行政区画
クネイトラ郡には4つのナワーヒー(郡に対して下位の行政区画にあたる)がある。人口は2004年時点のものである。
| コード   | 名称                 | 面積       | 人口   |
| -------- | -------------------- | ---------- | ------ |
| SY140000 | クネイトラ           | 332.75 km² | 4,318  |
| SY140001 | ジュバタアルカシャブ | 368.68 km² | 42,980 |
| SY140002 | キシュニヤ           | 346.15 km² | 17,382 |
| SY140003 | マサデ               | 264.99 km² | 0      |